# Rich Girl (Hall & Oates)
Rich Girl is een nummer van het Amerikaanse muzikale duo Hall & Oates uit 1977. Het is de eerste single van hun vijfde studioalbum Bigger Than Both of Us.

## Achtergrond
Hoewel vaak gesuggereerd is dat met Rich Girl gedoeld werd op Patricia Hearst, de verwende dochter van de rijke krantenmagnaat William Randolph Hearst, gaat de tekst eigenlijk over een man, de erfgenaam van een fastfoodketen en erg verwend door rijke ouders, met wiens geld hij mocht doen wat hij maar wilde. Hij was de ex van de vriendin van Daryl Hall, de songwriter Sara Allen die ook liedjes voor Hall & Oates gemaakt heeft. Hall besloot de hoofdpersoon in het verhaal te veranderen in een vrouw, "omdat dat beter klonk". De muziek van Rich Girl is qua melodie, ritme, instrumentatie en vocalistiek sterk geïnspireerd op de Motown-soulmuziek van bijvoorbeeld The Temptations, waarvoor Daryl Hall en John Oates veel bewondering hadden.
Het nummer werd vooral in Noord-Amerika en Australië een grote hit. Het wist de nummer 1-positie te bereiken in de Amerikaanse Billboard Hot 100. In de Nederlandse Top 40 bereikte het nummer de 18e positie.

## NPO Radio 2 Top 2000
| Nummer met noteringen in de NPO Radio 2 Top 2000 | '99  | '00-'01 | '02 |
| ------------------------------------------------ | ---- | ------- | --- |
| Rich Girl                                        | 1668 | -       | 444 |

1. ↑  Een '-' betekent dat het nummer niet was genoteerd en een vetgedrukt getal geeft de hoogste notering aan.
2. ↑  Deze tabel is bijgewerkt tot en met de laatste editie (2024).